# شترامبرک
شترامبرک (به لاتین: Štramberk) یک منطقهٔ مسکونی در جمهوری چک است که در ناحیه نووی ییتشین واقع شده‌است. شترامبرک ۳٬۳۶۴ نفر جمعیت دارد.